# معاملة المثليين في ماكاو
يواجه الأشخاص من المثليين والمثليات ومزدوجي التوجه الجنسي والمتحولين جنسياً (اختصاراً: مجتمع الميم) في ماكاو وهي منطقة إدارية خاصة بجمهورية الصين الشعبية تحديات قانونية واجتماعية لا يواجهها غيرهم من المغايرين جنسيا. يعتبر النشاط الجنسي بين الرجال وبين النساء قانونيا في ماكاو منذ عام 1996. لا يقدر الشركاء والأزواج المثليون على الزواج أو التبني، كما أن المنازل التي يعيش فيها الشركاء المثليون غير مؤهلة للحصول على نفس الحماية القانونية المتاحة للأزواج المغايرين.

## قانونية النشاط الجنسي المثلي
أصبح النشاط الجنسي المثلي قانونيا في ماكاو منذ عام 1996. يعتبر السن القانونية للنشاط الجنسي المثلي والنشاط الجنسي المغاير 14 عاما.
وفقًا للمادة 166 من «قانون العقوبات في ماكاو»، يعاقب من يرتكب الجنس الشرجي مع شخص يقل عمره عن 14 عامًا بالسجن لمدة تتراوح بين 3 سنوات و10 أعوام. يعد ارتكاب الجنس الشرجي مع شخص عمره بين 14 و 16 عامًا، مع الاستفادة من قلة خبرتهم، فهي جريمة يعاقب عليها بالسجن لمدة تصل إلى 4 سنوات.

## الاعتراف القانوني بالعلاقات المثلية
لا يتم الاعتراف حاليا بزواج المثليين أو الاتحادات المدنية في ماكاو.
في مارس 2013، قدم خوسيه بيريرا كوتينهو، وهو عضو في الجمعية التشريعية في ماكاو، مشروع قانون إلى الجمعية التشريعية للاعتراف بالاتحادات المدنية المثلية، ومنحهم الشركاء المثليبن نفس الحقوق التي يتمتع بها الأزواج المغايرون، باستثناء الحق في التبني. تم رفض مشروع القانون بالتصويت الوحيد لكوتينهو لصالح مقابل 17 صوتًا ضد وامتناع 4 أعضاء عن التصويت.

## الحماية من التمييز
تشير المادة 25 في القانون الأساسي لماكاو أن شعب ماكاو أحرار من التمييز على أساس قائمة غير حصرية من عوامل التمييز المحظورة. لم يتم تضمين التوجه الجنسي في تلك القائمة لأسس التمييز المحظورة. ومع ذلك، هناك حماية لمكافحة التمييز على أساس التوجه الجنسي في مجالات علاقات العمل (المادة 2/6 من قانون 2008/7)، وحماية البيانات الشخصية (المادة 7 / 1,2 من قانون 2005/8) والمحقق في الشكاوى (المادة 31-A من قانون 2000/10، والمعدل بالقانون 2012/4).

## حراك حقوق المثليين والثقافة
في أواخر عام 2012، تم الإعلان عن إنشاء "مجموعة اهتمامات حقوق المثليين في ماكاو"، بقيادة السياسي مثلي الجنس علنا جيسون تشاو. منذ إنشاء مجموعة الاهتمام، كان لها حضور نشط في وسائل الإعلام المحلية التي تدافع عن حقوق المثليين، أي إدراج الشركاء المثليين في مشروع قانون العنف المنزلي والاعتراف بزواج المثليين أو الاتحادات المدنية. في أبريل 2013 تم إنشاء جمعية " رينبو ماكاو "(بالإنجليزية: Rainbow of Macau)‏"، وهي مجموعة تسعى لحماية حقوق مجتمع المثليين. تعتبر "رينبو ماكاو" أول مجموعة لحقوق المثليين في المدينة مسجلة رسمياً ويرأسها "أنتوني لام كا لونغ".
على الرغم من زيادة نشاط المثليين، إلا أن ثقافة المثليين في ماكاو تظل غير مرئية في الغالب. ومع ذلك، فاز الفيلم الذي يحمل عنوان «أنا هنا»، من إخراج تريسي تشوي، بجائزة لجنة تحكيم ماكاو إنديز 2012 في مهرجان ماكاو الدولي للسينما والفيديو 2012. وفقا لصحيفة ماكاو ديلي تايمز، «يصور الفيلم المشاكل التي يواجهها المثليون جنسيا في حياتهم اليومية، وخاصة عند العيش في بلدة صغيرة» مثل ماكاو.

## ملخص
| قانونية النشاط الجنسي المثلي                                                                  | (منذ عام 1996)                      |
| المساواة في السن القانوني للنشاط الجنسي                                                       | Yes                                 |
| قوانين مكافحة التمييز في التوظيف                                                              | (منذ عام 2008)                      |
| قوانين مكافحة التمييز في توفير السلع والخدمات                                                 | No                                  |
| قوانين مكافحة التمييز في جميع المجالات الأخرى (تتضمن التمييز غير المباشر، خطاب الكراهية)      | No                                  |
| قوانين مكافحة أشكال التمييز المعنية بالهوية الجندرية                                          | No                                  |
| زواج المثليين                                                                                 | No                                  |
| الاعتراف القانوني بالعلاقات المثلية                                                           | No                                  |
| تبني أحد الشريكين للطفل البيولوجي للشريك الآخر                                                | No                                  |
| التبني المشترك للأزواج المثليين                                                               | No                                  |
| يسمح للمثليين والمثليات ومزدوجي التوجه الجنسي والمتحولين جنسيا بالخدمة علناً في القوات المسلحة | (الصين مسؤولة عن الدفاع الوطني)     |
| الحق بتغيير الجنس القانوني                                                                    |                                     |
| علاج التحويل محظور على القاصرين                                                               | No                                  |
| الحصول على أطفال أنابيب للمثليات                                                              | No                                  |
| الأمومة التلقائية للطفل بعد الولادة                                                           | No                                  |
| تأجير الأرحام التجاري للأزواج المثليين من الذكور                                              | (غير قانوني للأزواج المغايرين كذلك) |
| السماح للرجال الذين مارسوا الجنس الشرجي التبرع بالدم                                          | No                                  |